# Strümpfelbach (Weinstadt)
Strümpfelbach ist ein Stadtteil der Großen Kreisstadt Weinstadt im Rems-Murr-Kreis in Baden-Württemberg.
Der Ort ist geprägt vom Weinbau und besitzt ein auf die Blütezeit des Weinbaus zurückgehendes überragendes Ensemble von Fachwerkhäusern, welches seit 1985 als Gesamtanlage unter Denkmalschutz steht.

## Geschichte

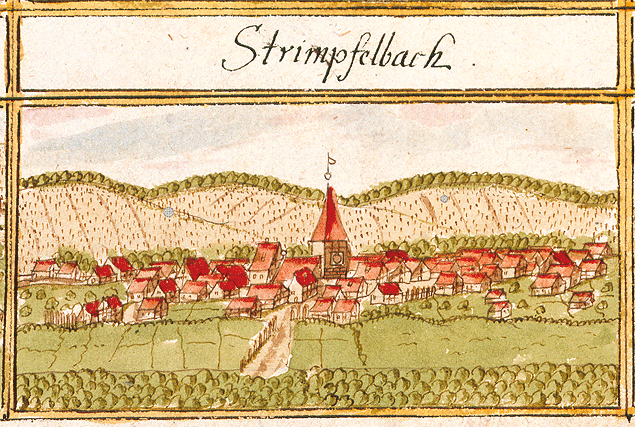
Strümpfelbach 1685 aus den Forstlagerbüchern von Andreas Kieser

Strümpfelbach wurde 1265 als Striumphilbach erstmals erwähnt, als dem Kloster Salem durch zwei Schwestern aus Esslingen in Strümpfelbach 2,4 ha Weinberge geschenkt wurden. Die Ortsgründung (möglicherweise von Endersbach ausgehend) fand im 8./9. Jahrhundert in der Zeit des fortschreitenden Landesausbaus statt.
Im 13. Jahrhundert kam Strümpfelbach wohl an Württemberg.
1591 wurde das markante und reich verzierte Rathaus erbaut.
Der Ort gehörte zum Amt bzw. Oberamt Schorndorf und kam 1762 bis 1765 und dann erneut ab 1807 zum Oberamt Waiblingen, aus dem 1938 der Landkreis Waiblingen hervorging.
1635 bis 1638 starb mehr als die Hälfte (rund 320 Menschen) der Einwohner an der Pest.
Die neue Kelter wurde 1928 erbaut.
1951–1954 wurde der Strümpfelbach verdolt.

## Lage und Verkehrsanbindung
Strümpfelbach liegt südlich der Kernstadt Weinstadt an der Landesstraße L 1201 und am Strümpfelbach.
Es besteht eine Bus-Anbindung (Linie 202 des VVS) im Halbstundentakt zum S-Bahnhof Endersbach.
Der nächstliegende S-Bahnhof (Verbindungen Linie S2 mit Viertelstundentakt Richtung Stuttgart und Schorndorf) mit Park&Ride-Platz ist Stetten-Beinstein.
Über asphaltierte landwirtschaftliche Wege ist Strümpfelbach von den Nachbarorten sicher mit dem Fahrrad erreichbar.

## Sehenswürdigkeiten
Die historische Ortsstruktur von Strümpelbach steht seit 1985 als Gesamtanlage Strümpfelbach unter Denkmalschutz. In der Liste der Kulturdenkmale in Weinstadt sind für Strümpfelbach 67  Kulturdenkmale aufgeführt, darunter auch die evangelische Pfarrkirche St. Jodokus.

## Persönlichkeiten

### Söhne und Töchter der Altgemeinde Strümpfelbach
- Heinrich von Idler (1802–1878), württembergischer Beamter, Oberamtmann und Landtagsabgeordneter